# Georg Marischka
Pour les articles homonymes, voir Marischka.
Georg Marischka, né le 29 juin 1922 à Vienne et mort le 9 août 1999 à Munich, est un réalisateur, acteur et scénariste autrichien.

## Biographie
Il est le fils de l'acteur, chanteur et réalisateur Hubert Marischka et de sa deuxième épouse, la costumière Lilian « Lilly » Karczag, fille du directeur de théâtre Wilhelm Karczag. Franz Marischka est son demi-frère et Ernst Marischka son oncle.
Comme sa mère est à moitié juive, après l'Anschluss, il subit moins les lois de Nuremberg que son demi-frère.
Son premier travail dans le cinéma est d'être l'assistant du réalisateur Willi Forst sur Sang viennois en 1942. De 1943 jusqu'à la fin de la Seconde Guerre mondiale, il est en détention par la Gestapo pour « dégradation publique des intérêts nationaux ». Alors que son père le croit, il est à la fin de la guerre dans un camp français de prisonniers à Chartres.
En 1949, il est de nouveau assistant réalisateur auprès de Gustav Ucicky sur Der Seelenbräu. En 1950, il travaille pour la première fois sur un scénario, le film Confession d'une pécheresse de Willi Forst qui fait scandale. Il réalise son premier film Le Paysan allègre en 1951.
Dans les années 1960, sa carrière s'arrête presque. Pendant la vague des films de Karl May de cette époque, Marischka, qui est considéré comme un expert de l'écrivain, travaille sur certains scripts, mais ne reçoit aucune commande. Quand il échoue à convaincre le producteur Artur Brauner, il produit avec son frère Franz Das Vermächtnis des Inka et s'occupe de la réalisation. Le projet complexe est un échec.
Au début des années 1970, il revient au cinéma en tant qu'acteur. Dans les productions allemandes comme dans les productions internationales, il joue souvent des hommes d'affaires coriaces et durs ou avec de nombreuses enquêtes de police et de justice.
Dans les années 1990, il tient des rôles de son âge, notamment dans des séries télévisées.
Georg Marischka a trois enfants : de son premier mariage avec l'actrice Ingeborg Schöner, il a deux filles dont l'actrice Nicole Marischka (de). De sa relation avec l'actrice Evelin Bey vient sa fille Carolin, qui est aussi une actrice.

## Filmographie

### Acteur

#### Cinéma
- 1972 : A Free Woman : Schmollinger
- 1972 : Fremde Stadt : Trimborn
- 1974 : Le dossier Odessa : Prosecution Attorney
- 1975 : Sept Morts sur ordonnance : Paul Brézé
- 1975 : King Arthur, the Young Warlord : Yorath, Chief of the Jutes (en tant que George Marishka)
- 1975 : La baby sitter : Henderson
- 1976 : Le Bon et les Méchants : Le chef de la gestapo
- 1976 : Lieb Vaterland magst ruhig sein de Roland Klick : Fanzelau
- 1978 : Ces garçons qui venaient du Brésil : Gunther
- 1983 : Am Ufer der Dämmerung (de) : Herr Baumann
- 1983 : Die unglaublichen Abenteuer des Guru Jakob
- 1984 : Annas Mutter : Reporter
- 1984 : Die Story : Newspaper Editor
- 1985 : Das Wunder : TV Priest
- 1988 : Zärtliche Chaoten II : Dr. Kneitz
- 1989 : La Roseraie (The Rose Garden) de Fons Rademakers :  Brinkmann
- 1991 : Cerro Torre : Le Cri de la roche : Werbeagent
- 1992 : Schtonk ! (Schtonk!) : Von Klantz
- 1993 : Der Fall Lucona : Judge
- 1993 : Grüß Gott, Genosse : Ludwig Kattner

#### Télévision
Séries télévisées
- 1971 : Paul Temple : Baumann
- 1973 : Arthur of the Britons : Yorath
- 1973 : Rabe, Pilz & dreizehn Stühle
- 1973 : Zwischen den Flügen
- 1974 : Le Palais bleu (de) : Weigand
- 1974 : Les Grands Détectives : Le ministre
- 1975 : Härte 10 : Mr. Burns
- 1975 : Paul Gauguin : Gustave Arosa
- 1976 : Jörg Preda berichtet : Bruno Weißt
- 1976 : Le comte Yoster a bien l'honneur : Richard Maier-Swoboda
- 1979 : Das Ding : Trogan
- 1979-1980 : Tatort : Paul Kronhoff
- 1980 : Der ganz normale Wahnsinn : Bichler
- 1980 : Die unsterblichen Methoden des Franz Josef Wanninger : Janos
- 1983 : Der Trotzkopf : Monsieur Michel
- 1983 : Die Zeiten ändern sich : Professor Schulz-Reichel (1983)
- 1983 : Monaco Franze - Der ewige Stenz : Hans Boettner-Salm
- 1984 : Die Wiesingers
- 1985 : Die Krimistunde
- 1985 : Via Mala : Dr. Gutknecht
- 1986 : Les Routiers : Schramml Sr.
- 1986 : Kir Royal (de) : Ministre-président de Bavière
- 1986 : Rette mich, wer kann : Alois Haberstetter
- 1986 : Schloßherren : Arzt
- 1987-1992 : Soko, brigade des stups : Gefängnisdirektor / Direktor / Kassen
- 1989 : Die schnelle Gerdi : Mann in Wien
- 1989 : Reporter : Sasse
- 1989-2002 : Une famille en Bavière : Georg Walzinger / Herr Walzinger / Franz Walzinger / ...
- 1990 : Hotel Paradies : Direktor Horst Zapf
- 1991-1992 : Der Fahnder : Chefredakteur / Kraft
- 1992 : Tücken des Alltags
- 1992-1998 : Der Bergdoktor : Xaver Zirngiebel
- 1993 : Ein Schloß am Wörthersee : Gianni Vislonti
- 2000 : Les Enquêtes du professeur Capellari : Konsul Zwirner

Téléfilms
- 1973 : Desaster : Herr Peitz
- 1974 : La dernière carte : M. Kessner
- 1975 : Die Wohngenossin
- 1975 : Du
- 1975 : Zwei Finger einer Hand : Spanner
- 1976 : Les 21 Heures de Munich : Genscher
- 1981 : Mein Freund, der Scheich : Kern
- 1981 : Wie der Mond über Feuer und Blut : Kaiser Karl
- 1982 : Welcome in Vienna - Partie 1: Dieu ne croit plus en nous : Gross
- 1984 : Eine blaßblaue Frauenschrift : Prof. Schmmerer
- 1984 : Le lieutenant du diable : Weinberger
- 1986 : Der Vorhang fällt : Theaterdirektor
- 1987 : Sentimental Journey
- 1988 : Ein Denkmal wird erschossen : Regisseur Broska
- 1988 : Ein naheliegender Mord : Schillinger
- 1988 : Un train pour Petrograd
- 1991 : Ehe auf Zeit
- 1994 : Mein Freund, der Lipizzaner : Herr Giesemann
- 1996 : Willi und die Windzors : Archbishop
- 1999 : Der Elefant in meinem Bett

### Réalisateur

#### Cinéma
- 1951 : Le Paysan allègre (Der fidele Bauer)
- 1953 : Einmal keine Sorgen haben
- 1955 : Hanussen, l'astrologue d'Hitler (Hanussen)
- 1958 : La Caravane des esclaves (de) (Die Sklavenkarawane), coréalisé avec Ramón Torrado
- 1959 : Peter Voss, le Héros du jour (de) (Peter Voss – der Held des Tages)
- 1960 : Il s'agit de trouver le filon (Mit Himbeergeist geht alles besser)
- 1961 : C'est pas toujours du caviar (Es muss nicht immer Kaviar sein) (non crédité)
- 1961 : Caviar sur canapé (Diesmal muß es Kaviar sein) (non crédité)
- 1962 : Le Livre de San Michele (Axel Munthe, der Arzt von San Michele)
- 1965 : Le Dernier Roi des Incas (Das Vermächtnis des Inka)

#### Télévision
Séries télévisées
- 1979 : Tatort

Téléfilms
- 1958 : Die Abiturientin
- 1961 : Das kleine Wunder
- 1962 : Streichquartett
- 1963 : Das tödliche Patent
- 1964 : Willy Birgel
- 1967 : Hulla di Bulla
- 1969 : Doppelagent George Blake
- 1970 : Die blaue Rose
- 1971 : Gestrickte Spuren
- 1972 : Boccaccio
- 1972 : Plonk
- 1975 : Zwei Finger einer Hand
- 1977 : Ein Volksfeind
- 1979 : Appartement für drei
- 1985 : Großer Bahnhof - Hilfe! Die Franzosen kommen

### Scénariste

#### Cinéma
- 1951 : Die Sünderin
- 1953 : Einmal keine Sorgen haben
- 1958 : Die Sklavenkarawane
- 1959 : Ein Sommer, den man nie vergißt
- 1964 : Au pays de Skipetars
- 1965 : Legacy of the Incas
- 1965 : Les Mercenaires du Rio Grande

#### Télévision
Téléfilms
- 1958 : Die Abiturientin
- 1961 : Das kleine Wunder
- 1971 : Gestrickte Spuren
- 1972 : Boccaccio
- 1972 : Ferdinand Lassalle
- 1972 : Plonk
- 1979 : Appartement für drei

### Monteur

#### Cinéma
- 1948 : Die Frau am Wege